# Автошлях E844
Європейський маршрут E844 — європейський автомобільний маршрут категорії Б, що проходить по території Італії і з'єднує міста Спеццано-Альбанезе і Сібаріс.

## Маршрут
Весь шлях проходить через такі міста:
- Італія
  - E45 Спеццано-Альбанезе
  - E90 Сібаріс